# Thalès Bernard
Thalès Bernard, född den 15 maj 1821 i Paris, död där den 10 januari 1873, var en fransk skald.
Bernard författade ett par romaner och flera diktsamlingar, som Adorations (1855), Poésies nouvelles (1857), Poésies mystiques (1858) och Mélodies pastorales (1871) samt en tämligen obeaktad Histoire de la poésie (1864). 